# Hollub János
Hollub János József Tamás (névváltozat: Holub János) (Budapest, 1890. október 3. – Budapest, 1984. január 23.) magyar vegyészmérnök.

## Életpályája
Szülei Holub János kereskedő és Freisler Mária voltak. 1908-ban érettségizett a Budapesti Evangélikus Gimnáziumban. 1912-ben vegyészmérnöki diplomát kapott a budapesti Műegyetemen. 1912–1913 között az Országos Növénytermelési Kísérleti Állomás vegyi laboratóriumának gyakornoka volt. 1913–1920 között a Magyar Királyi Ipari Kísérleti és Anyagvizsgáló Intézet ösztöndíjasaként Ausztriában, Olaszországban és Franciaországban volt tanulmányúton. 1920–1922 között a Honvédelmi Minisztérium bőripari szakelőadója, 1922–1935 között főmérnöke volt. 1930-ban létrehozta az Országos Magyar Bőripari Múzeumot. 1935–1949 között a Magyar Szabványügyi Intézet Bőripari Szakbizottságának vezetője volt. 1937–1944 között a Magyar Tímár című szaklap szerkesztője volt. 1949–1952 között a Bőripari Központ laboratóriumának tudományos munkatársa volt. 1952–1959 között a martfűi Tisza Cipőgyár gumiipari laboratóriumának tudományos főmunkatársa és a kísérleti vegyiüzem vezetője volt. 1959-ben nyugdíjba vonult. Ezután a Kereskedelmi Minőségellenőrző Intézet szaktanácsadója volt.
Megalapítója volt a magyar Bőripari Vegyészeti Egyesületnek, amelynek előbb főtitkára, majd elnöke lett. A Budapesti Műszaki Egyetem Mérnöktovábbképző Intézet tanfolyamának meghívott előadója a Bőrgyártás és bőrgazdaság témakörben.
Sírja a Farkasréti temetőben található (33/6-3-4).

## Művei
- A sárga-, ill. fehérfoszfor kimutatása gyújtóárukban (Magyar Chemiai Folyóirat, 1913)
- A hazai készbőrkereskedelem és -termelés a hadsereg ellátása szempontjából (Magyar Katonai Szemle, 1933)
- A magyar bőripar cserzőanyag-ellátása és a hazai cserzőanyag-termelés (A Magyar Mérnök és Építész Egylet Közlöny, 1943 és külön: Budapest, 1943). A bőripar kémiája.[8] 2 táblával (A kémia és vívmányai. Budapest, 1940)
- Bőrgyártás (A Mérnöki Továbbképző Intézet kiadványai. Budapest, 1943; 2. teljesen átdolgozott kiadás: 1948)
- A szovjet szabványok egyes sajátosságai és azok gyakorlati felhasználásának lehetőségei bőriparunkban (Bőr- és Cipőtechnika, 1951)
- Cipőipari kondicionálás (Bőr- és Cipőtechnika, 1954)
- A mikropórusos gumitalp (Jászkunság, 1955)
- Izocianátok a cipőipari gyorsragasztókban és meghatározásuk (Bőr- és Cipőtechnika, 1960)